# Leggi intollerabili

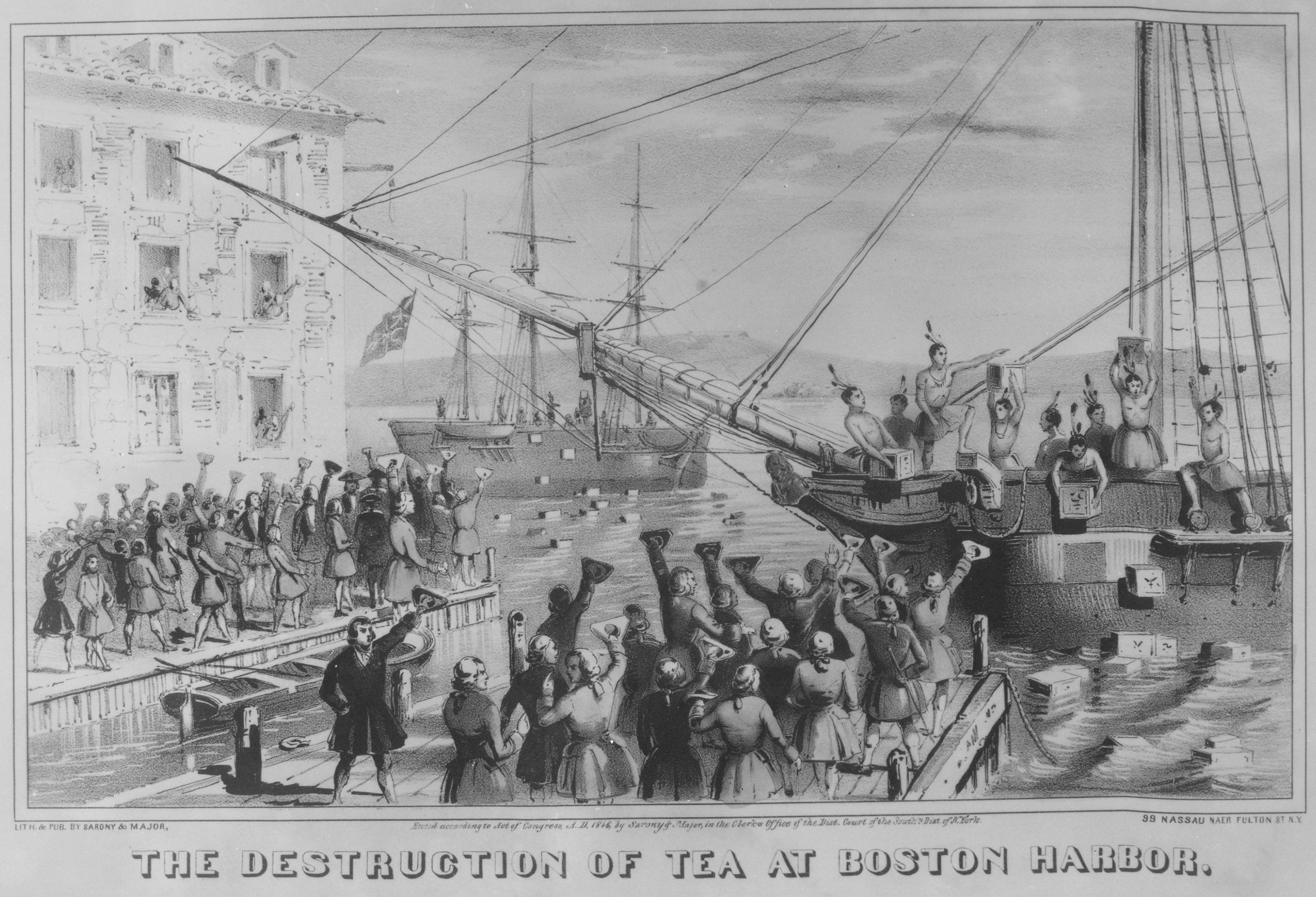
I moti di ribellione del tè di Boston furono una delle reazioni dopo l'approvazione degli Intorelable Acts

Le Leggi intollerabili (note in Inghilterra come Coercive Laws ed in America come Intolerable Acts) furono un gruppo di leggi emesse in un breve periodo della primavera del 1774 dal parlamento britannico sotto l'impressione dei fatti verificatisi nelle colonie delle Indie occidentali e particolarmente del Boston Tea Party (16 dicembre 1773), quando un gruppo di giovani bostoniani travestiti da indiani Mohawk gettò a mare, nel porto di Boston, il carico di tè della East India Company dalla nave Darmouth (al quale ne seguirono altri in altre città della costa orientale dell'America settentrionale).

## Storia
Tra queste leggi rientrano:
- Boston Port Act
- Massachusetts Government Act
- Administration of Justice Act
- Quartering Act
- Quebec Act

La prima legge, promulgata il 31 marzo 1774 (Boston Port Act), stabiliva che il porto di Boston dovesse rimanere chiuso al traffico fintanto che la città di Boston non avesse rifuso la East India Company del danno subito con il Boston Tea Party.
La seconda e la terza legge furono promulgate simultaneamente il 20 maggio e contenevano una serie di norme fra le quali quella che stabiliva per la Provincia del Massachusetts la nomina del Consiglio provinciale anziché l'elezione (come peraltro era anche per le altre colonie, eccetto Connecticut e Rhode Island), conferiva al solo Governatore il potere di dimettere i giudici di livello inferiore, gli sceriffi ed altri ufficiali di livello più basso, gli conferiva il potere di limitare il diritto di riunione nella città e quello di interferire sulle giurie. Inoltre dava al Governatore il potere di decidere a sua discrezione il luogo ove dovevano essere processati funzionari della corona che si fossero macchiati di delitti nello svolgimento delle loro funzioni, scegliendo di processarli in altra colonia o in Gran Bretagna.
La quarta legge, firmata dal re il 2 giugno, cercò di sistemare una vecchia controversia attribuendo al Governatore il potere di posizionare le truppe governative dove riteneva più opportuno.
Infine, il 22 giugno, entrò in vigore la "legge sul Québec" con la quale veniva stabilito un consiglio legislativo non elettivo, si estendeva l'autorità del Québec sull'Ohio e sull'Illinois, respingendo in tal modo le richieste della Virginia e del Massachusetts sulle terre dell'Ovest, ed infine venivano riconosciuti i diritti della Chiesa cattolica in Canada.
Quest'ultima legge, un onesto tentativo di risolvere il problema degli abitanti del Canada di lingua francese,  non fa parte delle cosiddette "Leggi intollerabili" ma l'impopolarità dei provvedimenti (quello dei diritti della Chiesa cattolica in particolare)  presso le tredici colonie e la quasi contemporaneità di promulgazione con le precedenti leggi fece sì che fosse spesso ad esse associata.

## Conseguenze
Ai gruppi dirigenti delle colonie sembrò che il mondo si fosse rovesciato, perché la vittoria nella guerra franco-indiana si era tradotta nell'esatto opposto di quanto era stato loro promesso: i nativi venivano tutelati e si tentava di neutralizzare quella spinta verso ovest che, nonostante i divieti, era puntualmente continuata costellando di scaramucce e scorribande tutta la linea del confine; i cattolici francesi si vedevano riconosciuti pieni diritti civili e religiosi, cui si accompagnava la tutela dei loro traffici con i nativi e soprattutto la possibilità di controllare la valle dell'Ohio; le tradizionali libertà delle colonie - che un potere a lungo distante aveva consentito e nei fatti finito per incoraggiare - venivano ora poste in discussione e si assisteva a un giro di vite nei confronti degli organi elettivi a tutto vantaggio dei funzionari di governo nominati direttamente dall'altra parte dell'oceano.
La scelta di Londra di mettere ordine nelle colonie e di fare dell'intero Nord America il bastione di un rinnovato impero britannico incontrava insomma le accanite resistenze di quanti non comprendevano perché i tradizionali privilegi sempre riconosciuti loro venissero d'improvviso ritirati. Era quanto avrebbero pubblicamente denunciato i rappresentanti di tutte le colonie - con l'esclusione dell'ultima arrivata, la Georgia - quando nel settembre del 1774 si riunirono a Filadelfia nel primo congresso continentale.